# Fabiana Dadone
Fabiana Dadone (Cuneo, 12 febbraio 1984) è una politica italiana.
Eletta deputata per il Movimento 5 Stelle nella XVII e XVIII legislatura, nel corso di quest'ultima ha ricoperto le cariche di ministra per la pubblica amministrazione nel governo Conte II (2019-2021) e di ministra per le politiche giovanili nel governo Draghi (2021-2022). 

## Biografia
Sin da giovanissima è molto attiva sia nel volontariato che nelle battaglie degli albori del Movimento 5 Stelle in provincia di Cuneo. Laureata in Giurisprudenza all'Università degli Studi di Torino, ha svolto la pratica forense in uno studio legale di Ceva, cittadina del cuneese. 
Nel 2013, a 29 anni, viene eletta in parlamento, figurando tra le più giovani parlamentari del M5S. Nel 2022 lascia il parlamento e due ministeri rispettando la regola dei due mandati del Movimento 5 stelle ma una serie di articoli di Repubblica le imputano un collegamento con 3 assunzioni al teatro Carlo Felice di Genova. Fu una "diffamazione di eccezionale gravità" la campagna stampa di Repubblica contro l'ex ministro M5S Fabiana Dadone, dice la sentenza del tribunale di Cuneo del febbraio 2025. La condanna prevede 50.000€ di risarcimento danni più il pagamento delle spese legali per gli articoli "di indubbia valenza diffamatoria" nei confronti dell'ex ministra.

## Attività politica
Attivista del Movimento 5 stelle a Mondovì, nel luglio 2012 presenta un ricorso al TAR che costringe l'amministrazione comunale a cambiare la squadra della giunta comunale e aggiungere una donna per il rispetto delle quote rosa. Un atto simbolico che il Movimento 5 Stelle ha rivendicato a lungo come esempio di una sconfitta per il sistema e per la vecchia politica.

### Deputata della XVII legislatura
Alle elezioni politiche del 2013 vince le «Parlamentarie» del Movimento 5 stelle nella circoscrizione Piemonte 2 e viene eletta deputata della XVII legislatura della Repubblica Italiana nella circoscrizione Piemonte 2 per il Movimento 5 Stelle. Componente della I Commissione (Affari Costituzionali, della Presidenza del Consiglio e Interni) dove per oltre un anno è stata capogruppo, fa parte del Comitato permanente per i Pareri, della Giunta per le Elezioni e della Commissione parlamentare antimafia.
In Commissione antimafia, forte dell'impegno come volontaria nel sociale, è Presidente del comitato sul traffico di esseri umani e relatrice della Relazione su mafie, migranti e tratta di esseri umani, nuove forme di schiavitù.
Il 21 ottobre 2014 viene votata come vice-capogruppo vicario alla Camera del gruppo parlamentare Movimento 5 Stelle e dal 9 febbraio 2015 diviene capogruppo e portavoce del Movimento 5 Stelle alla Camera dei deputati subentrando ad Andrea Cecconi, mantiene l'incarico fino all'11 maggio seguente.
Quale membro della Giunta per le elezioni della Camera dei Deputati, ha accelerato l’iter della decadenza del deputato Giancarlo Galan, condannato per corruzione sugli appalti per il MOSE, redigendo apposita istanza prima alla Corte di Cassazione VII Sez. Penale, poi al Tribunale di Venezia, per ottenere copia conforme della sentenza di condanna passata in giudicato, con il timbro dell’irrevocabilità, per poter sollevare la questione in Giunta, con carte alla mano, e dichiarare la decadenza di Galan.
Convinta No TAV, nel luglio del 2014 presenta un’interpellanza urgente in merito al Codice Unico di Progetto del TAV Torino - Lione nella quale fa presente come il codice fosse stato assegnato in modo errato, portando alla luce un errore che per due anni ha impedito di verificare i flussi finanziari dell’opera.
Fortemente contraria alla legge elettorale Italicum, contrasta la sua approvazione sia in sede parlamentare che extra parlamentare. Nel luglio 2016 il Tribunale di Torino ammette un ricorso presentato dalla deputata contro la legge, sollevando la questione di costituzionalità di fronte alla Corte Costituzionale. La legge Italicum verrà poi dichiarata parzialmente incostituzionale dalla Consulta con sentenza 35/2017.
Attraverso attività ispettive, si occupa dei costi sproporzionati del costruendo Ospedale di Verduno (CN) in costruzione dal 2003: nel maggio 2014 presenta un esposto alla Corte dei Conti e alla Procura della Repubblica di Asti a seguito di una visita ispettiva sul cantiere e dello studio della documentazione in merito, al fine di fare luce sulla infausta scelta del sito, instabile geologicamente, e sul continuo aumento dei costi nel corso dei lavori. Il procedimento penale presso la procura di Asti è stato archiviato ma, nel decreto di archiviazione, il giudice aveva parlato di “impressionante lievitazione dei costi e dei tempi di realizzazione dell’immobile che sono derivati dall’improvvida scelta di costruire un edificio di notevoli dimensioni sulle pendici di una collina posta in un ambito territoriale notoriamente caratterizzato da fenomeni di dissesto”. Nel 2016 la Corte dei Conti ha riaperto l’indagine nominando un collegio di tre consulenti tecnici.

### Deputata della XVIII legislatura
Vince per la seconda volta le «parlamentarie» del Movimento 5 Stelle e alle elezioni politiche del 2018 è rieletta alla Camera dei Deputati. Resta componente della I Commissione (Affari Costituzionali, della Presidenza del Consiglio e Interni), della Giunta per le Elezioni e il 6 luglio del Comitato per la Legislazione dove è Presidente dal 6 luglio 2018 al 5 maggio 2019. Fa inoltre parte della giunta per le elezioni e del Comitato parlamentare di controllo sull'attuazione dell'accordo di Schengen, di vigilanza sull'attività di Europol, di controllo e vigilanza in materia di immigrazione.
In commissione Affari Costituzionali della Camera è stata relatrice del disegno di legge sul referendum propositivo, uno dei cavalli di battaglia del Movimento 5 Stelle, approvato in prima lettura alla Camera dei deputati il 21 febbraio 2019.
Segue attivamente il percorso travagliato del progetto dell’autostrada Asti - Cuneo, prima come deputato di opposizione criticando la soluzione del tunnel di Verduno (poi scartata dal progetto) e il fallimento della politica cuneese, incapace di portare a termine l’opera. Nella XVIII legislatura affianca il ministro Danilo Toninelli nell’individuazione della migliore soluzione per la prosecuzione dell’opera, che viene poi confermata dalla ministra Paola De Micheli. Il 26 gennaio 2021 ripartono, dopo 12 anni, i lavori di completamento dell'autostrada.

### Il ruolo all'interno del Movimento 5 Stelle
Il 16 settembre 2018 «Il Blog delle Stelle» (organo ufficiale del MoVimento 5 Stelle) annuncia in un post che Fabiana Dadone sarà la nuova referente di Rousseau, la piattaforma di Gianroberto Casaleggio, per la funzione Scudo della Rete. Prende il posto di Alfonso Bonafede, che passa il testimone a causa dei suoi impegni da ministro della Giustizia.
Il 25 giugno 2019, dopo essere stata scelta dal capo politico Luigi Di Maio, viene votata dalla base degli iscritti per divenire membro del Collegio dei Probiviri, un organo di tre persone stimate incaricato di esprimere pareri autorevoli e di risolvere divergenze all’interno del Movimento 5 Stelle.
Il 28 aprile 2022 viene riconfermata al collegio dei probiviri del Movimento 5 Stelle con 24.187 preferenze pari al 23,27% dei voti validi

### Ministra per la pubblica amministrazione
Il 4 settembre 2019 viene designata quale Ministra per la pubblica amministrazione dal Presidente del Consiglio incaricato Giuseppe Conte. Il giorno seguente, presta giuramento al Quirinale quale ministra del Governo Conte II, succedendo a Giulia Bongiorno.
Il 17 febbraio 2020 annuncia un accordo programmatico tra il Dipartimento della funzione pubblica e l'Accademia della Crusca per semplificare il linguaggio della pubblica amministrazione, spesso troppo oscuro per i cittadini.
Con la crisi del COVID-19 impone per direttiva ministeriale il lavoro da casa a tutte le amministrazioni italiane per non far cessare l'erogazione dei servizi pubblici. L'adozione della modalità di lavoro agile nelle amministrazioni raggiunge percentuali rilevanti (dal 70% fino al 90%). In seguito alla fase di emergenza, la ministra apre una nuova fase del lavoro agile nel settore pubblico con l'introduzione, nel decreto rilancio, del POLA (Piano organizzativo del lavoro agile), che dovrà essere adottato da ogni amministrazione pubblica entro il 31 dicembre di ciascun anno.
Un tema centrale è la sburocratizzazione del Paese. La soluzione identificata da tutti è la digitalizzazione, che lei concretizza nello once only (una volta sola) cioè l'impostazione strutturale delle pubbliche amministrazioni atta a chiedere al cittadino una volta sola i dati. Per farlo nel Decreto Rilancio punta sull'interconnessione delle banche dati delle pubbliche amministrazioni.
Durante il suo mandato si è concentrata su una massiccia digitalizzazione della pubblica amministrazione, l'introduzione di nuove competenze tecnico-scientifiche e la formazione continua dei dipendenti.

### Ministra per le politiche giovanili
Il 13 febbraio 2021 giura come Ministra per le politiche giovanili del Governo Draghi, succedendo a Vincenzo Spadafora. Alla Ministra il Presidente del Consiglio Mario Draghi ha delegato «le funzioni del Presidente del Consiglio dei ministri in materia di politiche giovanili e servizio civile universale, politiche antidroga, nonché in materia di anniversari nazionali».
Il 27 e 28 novembre 2021 organizza a Genova attraverso il DPA la VI Conferenza Nazionale sulle Dipendenze “Oltre le fragilità” per approfondire le problematiche connesse alla diffusione di sostanze stupefacenti e psicotrope, prevista con cadenza triennale dal D.P.R. n. 309/1990, la cui ultima edizione si è tenuta a Trieste nel 2009.
Il 24 febbraio 2022 lancia la Carta Giovani Nazionale, strumento digitale per i ragazzi tra i 18 e i 35 anni residenti in Italia, che consente l’accesso agevolato a beni, servizi, esperienze e opportunità.
Nel 2023 diventa docente presso l'Università telematica eCampus.

## Vita privata
Ha due figli, di cui il più piccolo nato nel giugno 2020, mentre era Ministra per la Pubblica amministrazione, ricevendo in quella circostanza l'elogio del premier Conte per la partecipazione, in streaming, dalla camera d'ospedale, a una riunione del governo sul decreto semplificazione.
È un'appassionata di musica metal, in particolare del gruppo svedese In Flames, e di fumetti.